# フロイス日本史
『フロイス日本史』（フロイスにほんし）、正式には『日本史』（にほんし、ポルトガル語: Historia de Japam）は、戦国時代末期の日本でキリスト教の布教活動を行ったイエズス会宣教師ルイス・フロイスによる編年体歴史書。

## 執筆・出版の経緯
1579年、イエズス会司祭ジョヴァンニ・ピエトロ・マフェイはポルトガル国王エンリケ1世の命により、『ポルトガル領東インド史』の編纂を開始した。この時マフェイは、当時すでにインドと日本からの通信者として知られていたルイス・フロイスの事を思い出し、同年11月6日にイエズス会第4代総長エヴェラール・メルキュリアンへの書状を出し、フロイスを布教の第一線から引かせ、ヨーロッパの後進が日本布教に赴く際の資料とするために日本でのキリスト教布教史を書かせるよう依頼した。総長メルキュリアンはこれを承諾し、インド管区巡察師アレッサンドロ・ヴァリニャーノに指令を出した。
1583年秋、フロイスは肥前国高来郡の口之津でガスパール・コエリョからこの指令を受け取った。彼は以後、10年以上にわたって執筆を続け、時には1日に10時間以上の執筆を行ったという。
翌1584年には第1巻「日本総記」（現在では「日本総論」の目次を除き逸失）を書き上げ、1585年6月14日には『日欧文化比較』を肥前国高来郡の加津佐で執筆。1586年（天正14年）、日本史1549~78の部がおおむね完成した頃、コエリョと共に五畿内をまわり、大坂城で豊臣秀吉に謁見するなどした。
1587年、秀吉がバテレン追放令を発布したが、フロイスら宣教師は日本を出てはいない。
その後フロイスは1592年まで日本で執筆を続け、同年10月9日にヴァリニャーノとともに日本を発ち、マカオに到着。この後1594年に第三部が完成した。ところが、この時に原稿を検閲したヴァリニャーノは、自身が多忙なことや、あまりにも記事が膨大で本来の執筆趣旨に反する事を理由に、編集を加えて短縮することを命じた。だがフロイスはこれに応じず、「原型のままローマに送付させてほしい」と時の総長クラウディオ・アクアヴィーヴァあてに書簡を出している。
1595年、フロイスは日本に戻っていくつかの年報や報告書を作成した後、1597年に没した。彼の原稿はマカオのマカオ司教座聖堂に留め置かれ、そのまま忘れ去られた。
1742年、ようやくポルトガルの学士院が同書の写本を作成して本国に送付した。
1835年に司教座聖堂が焼失した際に原本は失われたと思われる。写本も各地に散逸した。
後年に再度蒐集され、行方不明となった第1巻以外は20世紀以後に徐々に刊行されるようになった（詳細は下記参照）。

## 『日本史』の構成と特徴
研究により、『日本史』は以下のような構成によって成り立っていたことがわかっている。
- 第1巻
  - 序文
  - 日本六十六国誌 : 未発見
  - 日本総論 : 目次のみ現存
- 第2巻
  - 第一部 : 1549年（天文18年） - 1578年（天正6年）の記録
- 第3巻
  - 第二部 : 1578年（天正6年） - 1589年（天正17年）の記録
  - 第三部 : 1590年（天正18年） - 1593年（文禄2年）の記録

本文は現存しない「日本総記」と称される第1巻（序文・日本六十六国誌・日本総論から成る）、フランシスコ・ザビエルが日本を訪れてキリスト教の布教が開始された1549年（天文18年）から1578年（天正6年）までからなる第2巻、そして1578年（天正6年）から1589年（天正17年）までからなる第3巻から構成される。ただし、実際の第3巻は1594年（文禄3年）まで執筆されており、1589年（天正17年）以後の部分は加筆されたものと考えられ、この加筆部分を別の巻として扱う見方もある。
キリスト教の布教史としてのみならず、織田信長・豊臣秀吉ら諸侯・武将の動向から庶民生活の実情、災害や事件などについて細かく描かれており、一部に日本人に対する誤解やキリスト教的偏見が含まれているものの、優れた観察眼と情報蒐集の確実性が明らかにされており、日本史における重要な史料として高く評価されている。また日本語研究においても、日本の人名や地名のローマ字表記から当時の発音が分かる貴重な史料である。また文禄・慶長の役の際に日本に連行された朝鮮人捕虜によってもたらされた情報をもとに、当時の李氏朝鮮の国内事情を記述している。

## 『日本史』の翻刻・翻訳

### 原文の翻刻
- Luis Frois, Historia de Japam. Edição anotada por Jose Wicki. 5 vols. Biblioteca Nacional de Lisboa, 1976-1984.

リスボン・ポルトガル国立図書館蔵の写本を元に現存する全文を翻刻。

### ドイツ語訳
- Luis Frois, Die Geschichte Japans (1549-1578). nach der Handschrift der Ajudabibliothek in Lissabon ubersetzt und Kommentiert von G. Schurhammer und E. A. Voretzsch.  Leipzig, 1926.

リスボン・アジュダ文書館蔵の写本を元に、1549年 - 1578年の記事を翻訳。

### 日本語訳
- 『日本史 前篇』、高橋慶雄訳、日本評論社、1932年。上記ドイツ語訳からの重訳、後篇は刊行されず
- 『日本史 キリシタン伝来のころ』全5巻、柳谷武夫訳、平凡社〈東洋文庫〉、1963年 - 1970年。上記ドイツ語訳からの重訳
- 『日本史』全12巻、松田毅一・川崎桃太訳、中央公論社、1977年 - 1980年、普及版 1981 - 1982年。現存する全文を翻訳、テーマごとに再構成
  - 『完訳 フロイス日本史』全12巻、中公文庫、2000年。
    1. 織田信長篇 I 将軍義輝の最期および自由都市堺 ISBN 4-12-203578-3（単行判では3巻、五畿内編I）
    2. 織田信長篇 II 信長とフロイス ISBN 4-12-203581-3（4巻、五畿内編II）
    3. 織田信長篇 III 安土城と本能寺の変 ISBN 4-12-203582-1（5巻、五畿内編III）
    4. 豊臣秀吉篇 I 秀吉の天下統一と高山右近の追放 ISBN 4-12-203583-X（1巻、豊臣秀吉編I）
    5. 豊臣秀吉篇 II 「暴君」秀吉の野望 ISBN 4-12-203584-8（2巻、豊臣秀吉編II）
    6. 大友宗麟篇 I ザビエルの来日と初期の布教活動 ISBN 4-12-203585-6（6巻、豊後編I）
    7. 大友宗麟篇 II 宗麟の改宗と島津侵攻 ISBN 4-12-203586-4（7巻、豊後編II）
    8. 大友宗麟篇 III 宗麟の死と嫡子吉統の背教 ISBN 4-12-203587-2（8巻、豊後編III）
    9. 大村純忠・有馬晴信篇 I 島原・五島・天草・長崎布教の苦難　ISBN 4-12-203588-0（9巻、西九州編I）
    10. 大村純忠・有馬晴信篇 II 大村・竜造寺の戦いと有馬晴信の改宗 ISBN 4-12-203589-9（10巻、西九州編II）
    11. 大村純忠・有馬晴信篇 III 黒田官兵衛の改宗と少年使節の帰国 ISBN 4-12-203590-2（11巻、西九州編III）
    12. 大村純忠・有馬晴信篇 IV キリシタン弾圧と信仰の決意 ISBN 4-12-203591-0（12巻、西九州編IV）

## その他：フロイスの『日本年報』
本書「Avvisi del Giapone degli anni M.D.LXXXII. LXXXIII. et LXXXIV. ［1582, 83, 84年度日本年報］ 1586」は1582年から1584年に至る、日本や中国からイエズス会本部に送付された報告書11通から成る。中でも最も多くの紙面を占めているのは、ルイス・フロイスが作成した1582年、1583年、1584年の3通の日本年報で、フロイスは1通目（1583年2月13日付）で日本における布教の状況と、織田信長の死について、2通目（1584年1月2日付）で信長死後の戦乱について、3通目（1584年9月3日付）ではキリシタン武将の有馬晴信による龍造寺隆信に対する勝利などについて記述している。
本書の1582年の報告部分に本能寺の変に関する記述がみられる。本能寺は京都のイエズス会士の教会のすぐ近くに位置していた。当時、教会にいたカリオン神父が情報収集をして、本能寺の変およびその後の混乱について非常に詳細な記録を九州にいたフロイスに送った。フロイスはこの情報を日本年報としてまとめ、ヨーロッパのイエズス会本部に送付した。ローマではフロイスのポルトガル語原稿はイタリア語に翻訳され、1586年にローマで刊行された。同年にフランス語版、ドイツ語版、スペイン語版も刊行され、本能寺の変の情報が瞬く間に全ヨーロッパに普及した。